# Shao Tingting
Shao Tingting (9 de janeiro de 1985) é uma basquetebolista profissional chinesa.

## Carreira
Shao Tingting integrou a Seleção Chinesa de Basquetebol Feminino, em Pequim 2008 que terminou na quarta colocação. 